# Газопроводи ГПЗ Меадія
Газопроводи ГПЗ Меадія – система трубопроводів на півночі Єгипту, яка виникла  районі Александрійської агломерації для обслуговування газопереробного заводу Меадія. 
В 1979 році стартувала розробка першого єгипетського офшорного родовища Абу-Кір, продукція якого надходила для підготовки на ГПЗ Меадія, розташований на узбережжі Середземного моря за десяток кілометрів на схід від Александрії. Для цього межах першої та другої фаз розробки (останню реалізували у першій половині 1980-х) проклали мультифазні трубопроводи діаметром 400 мм та 450 мм відповідно.
Підготований газ перш за все подали на завод азотної хімії, майданчик якого знаходиться за п’ять кілометрів західніше від ГПЗ (наразі це хімічне підприємство, яке пройшло кілька етапів розширення, отримує сировину по трубопроводу діаметром 400 мм). А в 1983 – 1984 роках біч-о-біч з ГПЗ Меадія ввели в дію ТЕС Абу-Кір (певний час була найпотужнішою теплоелектростанцією Єгипту).
Крім того, від ГПЗ Меадія проклали два більш протяжні газопроводи:
- довжиною 50 км та діаметром 500 мм, що прямував у південно-східному напрямку до району Даманхур та дозволив подати ресурс блакитного палива на ТЕС Кафр-ед-Давар, що стала до ладу у 1980-му, ТЕС Махмудія, яку ввели в експлуатацію у 1983-му та ТЕС Даманхур, які у 1985-му підсилили за рахунок встановлення газових турбін (варто відзначити, що в якийсь момент у район Даманхур також вивели перемичку від газопроводу Тальха – Каїр);
- довжиною 45 км та діаметром 600 мм, який прямував у південно-західному напрямку повз Александрію до району Амірія, поблизу якого розташований потужний індустріальний район. На своєму шляху він живить через перемички діаметром 350 мм та 300 мм ТЕС Ес-Сеюф (у 1981 – 1984 роках її підсилили за рахунок газових турбін) та газорозподільчу мережу міста Александрія. 
Серед великих промислових споживачів, які живляться через розташований у завершальному пункті другого із названих газопроводів розподільчий вузол Амірія, можливо відзначити:
- нафтопереробний завод Amreya Petroleum Refining Company (APRC, перебазований з Суецу в 1969-му на тлі війни з Ізраїлем), який під’єднаний до мережі перемичкою діаметром 300 мм;
- металургійний завод Al Ezz Dekheila Steel (EZDK, почав роботу в 1986-му, використовує технологію прямого відновленні заліза, яка потребує великих обсягів природного газу), що отримує живлення через перемичку діаметром 450 мм;
- електроенергетичний майданчик Сіді-Крір, де в 1999 – 2000 та 2009 – 2010 роках  стали до ладу ТЕС Сіді-Крір 1, 2 та ТЕС Сіді-Крір 3, 4. При цьому варто відзначити, що на момент їх появи до розподільчого вузлу Амірія вже надходив ресурс із Газопереробного заводу Амірія (почав роботу в 1990-му) та Газопереробного заводу Західної пустелі (введений в експлуатацію у 2000-му). Перемичка між Амірією та Сіді-Крір має довжину 26 км та виконана в діаметрі 600 мм;
- введений в дію у 2000 нафтопереробний завод Middle East Oil Refinery (Midor), у складі якого діє ТЕС Midelec.
Також в якийсь момент на газ перевели завод кальцинованої соди компанії Misr Chemical Industries, що лежить неподалік від металургійного заводу.
У першій половині 2000-х років за два десятки кілометрів на північний схід від Меадії почав роботу потужний газопереробний комплекс Розетта/Буруллус. Від нього проклали  перемичку діаметром 900 мм, яку в районі Абу-Хуммус під’єднали до газопроводу Меадія – Даманхур, унаслідок чого створена для ГПЗ Меадія трубопровідна мережа отримала нове джерело надходження ресурсу. Пізніше, у 2010-х роках, комплекс Розетта/Буруллус напряму сполучили з ГПЗ Меадія перемичкою довжиною 18 км з діаметром 500 мм. 